# The Used
I The Used sono un gruppo musicale post-hardcore statunitense formatosi nel 2001 a Orem, nello Utah, da Branden Steineckert, Quinn Allman e Jeph Howard.

## Storia del gruppo
La band si costituì ufficialmente nel gennaio 2001, dalle esperienze precedenti dei membri fondatori, i quali iniziarono a cercare un cantante. Avevano musica per molte canzoni, ma nessun testo da associarvi. Le prove per i cantanti ebbero luogo nella camera di Branden, ma i ragazzi non trovarono nessuno che li convincesse, e descrissero quelle audizioni come "terribili". Quinn chiese a Bert McCracken se fosse interessato ad entrare nella band. Bert si riunì con gli altri membri e gli piacque la musica che i ragazzi avevano scritto. Dopo aver dato a Bert la musica che la band aveva scritto, lui scrisse il testo di quella che sarebbe diventata Maybe Memories e tornò il giorno dopo per registrare un demo della canzone. La band lo accolse immediatamente e Bert assunse il ruolo di cantante. Durante tutto questo, i membri della band soffrivano di povertà, erano senza dimora, e facevano abuso di sostanze stupefacenti. Iniziarono così ad elemosinare per potersi comprare da mangiare e allo stesso tempo odiavano la città mormone in cui vivevano e le persone che vi abitavano. Il nome della band nacque quando alcuni loro amici sostennero di sentirsi usati (used, in inglese) quando persero i contatti con i membri poiché eran sempre più coinvolti con la band, i cui membri continuarono a scrivere canzoni insieme registrando un demo nella camera da letto di Branden, che i fan chiamano Demos from the Basement. Il batterista Branden Steineckert inviò le loro canzoni al produttore John Feldmann del gruppo Ska Goldfinger. Dopo aver ascoltato A Box Full of Sharp Objects, voleva subito dargli un contratto.
John Feldmann mandò la band a Los Angeles portandoli per la prima volta nella loro vita fuori del loro stato natio, e fece suonar loro davanti a diversi dirigenti di case discografiche, per cercare di dar loro un contratto. Anche se i primi non furono interessati, dopo un po' di tempo un maggior numero di persone ebbe in mano ll demo e qualche casa discografica si disse ansiosa di firmare con loro. Essi decisero infine di firmare con la Reprise Records alla fine del 2001.

### 2002-2004: Il debutto conThe Usede la compilationMaybe Memories
Nel 2002, dopo aver scoperto che una band di Boston aveva già il nome del marchio "Used", decisero di aggiungere "The" al loro nome. Il loro album omonimo di debutto è stato pubblicato il 25 giugno 2002, ed è stato prodotto da John Feldmann. L'album ha ricevuto recensioni miste e sono stati estratti quattro singoli: A Box Full of Sharp Objects, The Taste of Ink, Buried Myself Alive e Yellow and Blue. L'album è stato certificato disco d'oro. In questo periodo i The Used hanno partecipato a diversi e importanti tour, come Ozzfest, Projekt Revolution e Box Car Racer.
Nel luglio 2003, è stata pubblicata una compilation CD / DVD intitolata Maybe Memories. Il CD è caratterizzato da tracce registrate dal vivo, demo e materiali inediti, mentre il DVD presenta la storia della band, la biografia dei membri, quattro video musicali e parte di un evento live. Questa versione è stata certificata disco di platino.

### 2004-2006:In Love and Deathed il singolo-coverUnder Pressure
Nel 2004 l'ex fidanzata del cantante Bert McCracken, che era incinta di suo figlio, è morta di un'overdose. Il loro secondo album in studio è stato quindi chiamato In Love and Death, riferimento alla tragedia di Bert. La canzone Hard to Say è un riferimento a lei, anche se la canzone fu scritta in anni precedenti, Bert sentì che era il momento giusto per pubblicarla. L'album ha ricevuto recensioni generalmente favorevoli, e ha generato tre singoli: Take It Away, All That I've Got (che ha guadagnato la loro prima nomina MuchMusic Video Award), e I Caught Fire, prima di essere nuovamente pubblicati nel 2005; Under Pressure (di David Bowie e dei Queen) insieme ai My Chemical Romance.
Il 12 settembre 2006, i The Used hanno annunciato che Branden non sarebbe stato più un membro della band. Hanno dichiarato di sentire di aver bisogno di andare avanti senza di lui, e che non vi è stato nessun conflitto tra lui e un altro membro del gruppo; inoltre ribadirono il loro amore per Branden, ed espressero i loro migliori auguri per quello che egli avrebbe fatto in futuro. Alla fine del 2006, è stato annunciato il batterista Dan Whitesides dei The New Transit Direction come sostituto di Steineckert. Quest'ultimo a sua volta entrò nei Rancid per sostituire l'ex batterista Brett Reed. Nel 2007 hanno partecipato alla colonna sonora del film Transformers con la canzone Pretty Handsome Awkward. Hanno partecipato anche per il sequel, Transformers - La vendetta del caduto, con la canzone Burning Down the House.

### 2007-2008: il liveBerth, l'albumLies from the Liarse la raccoltaShallows Believers
Il 6 febbraio 2007 è uscito un doppio CD intitolato Berth che, oltre a contenere la biografia e quattro video ufficiali della band, contiene l'intero concerto del Taste of Chaos tenutosi nel 2005 a Vancouver in Canada. Nel 2007 i The Used si sono concentrati in parte nel Taste of Chaos Tour e in parte alla composizione del loro terzo disco, Lies for the Liars, da cui sono stati estratti 4 singoli: The Bird and the Worm, Pretty Handsome Awkward, Liar Liar (Burn In Hell) e Paralyzed. Il disco si è posizionato al quinto posto della classifica statunitense. Nei mesi di giugno e luglio dello stesso anno la band ha partecipato al Warped Tour, ma sono stati costretti a cancellare numerose date a causa dei problemi di Bert McCracken alle corde vocali. Infatti lo stesso è stato costretto a sottoporsi ad un intervento chirurgico per rimuovere un grumo di sangue alle corde vocali, e la band è stata ferma per ben 5 settimane. Il 19 febbraio 2008 è stata pubblicata la raccolta Shallows Believer, contenente tutte le B-sides dei primi tre album in studio (ad eccezione di "Just a little", già presente in "Maybe Memories").

### 2009-2011:Artwork
Le registrazioni per il successivo album sono cominciate nel 2008 e si sono concluse nel 2009. Durante questo periodo si sono anche presi periodi di pausa nei quali hanno suonato a vari shows tra cui il "Get a Life Tour" a Giacarta e a Seul e allo "Spare the Air Festival" in California. L'album è stato prodotto da Matt Squire (produttore di Panic at the Disco) ed è stato il primo album con il nuovo batterista Dan Whitesides. In un'intervista alla rivista Alternative Press Bert McCracken aveva annunciato che sarebbe stato un concept album e che avrebbero prodotto qualcosa di diverso rispetto ai tre dischi precedenti. Il 31 agosto 2009 è stato pubblicato Artwork, quarto album della band, con un DVD bonus nella versione pre-ordinata sul loro sito ufficiale. La rivista Alternative Press lo definisce "il loro miglior album e il miglior album del 2009" e si è posizionato al nono posto della classifica statunitense. Da Artwork sono stati estratti due singoli: Blood on My Hands e Empty with You, di cui sono stati filmati i rispettivi video. L'album contiene anche la traccia Meant to Die, dedicata al loro amico Heath Ledger.

### 2012-2013:Vulnerablee l'EPThe Ocean of the Sky
Nel marzo 2012 esce il quinto album in studio della band, Vulnerable, il primo dei The Used pubblicato dalla Hopeless Records, con cui la band ha firmato nel 2011, e prodotto da John Feldmann.
Il 9 luglio 2013 viene pubblicato l'EP The Ocean of the Sky, contenente cinque brani inediti sperimentali.

### 2014-2016:Imaginary Enemye il liveLive & Acoustic at the Palace
Il 20 gennaio 2014 è stato annunciato il titolo del sesto album in studio, Imaginary Enemy, pubblicato il 1º aprile 2014 e da cui sono stati estratti due singoli: Cry e Revolution. Come il precedente, l'album è stato prodotto da John Feldmann. Per festeggiare i loro 15 anni di carriera, la band parte per un tour nel 2016, in cui suona in ogni tappa per due serate, la prima dedicata a The Used e la seconda a In Love and Death. Il 1º aprile 2016, esce l'album live Live & Acoustic at the Palace.

### 2017-2018:The Canyon
Il 9 agosto 2017, durante una serata speciale ad Huntington Beach, la band suona il brano inedito About You; pochi giorni dopo sul sito ufficiale pubblicano un'animazione con un registratore analogico molto simile al Revox A77 con cui ascoltare, con un suono distorto, frammenti di alcuni loro vecchi singoli e del brano inedito Over and Over Again.
Il 7 settembre 2017 Over and Over Again viene pubblicato come singolo e ne viene pubblicato il videoclip ufficiale. Nello stesso giorno viene fissata la data di uscita di The Canyon, settimo album in studio, al 27 ottobre, distribuito dalla Hopeless Records. L'album doppio dura quasi 79 minuti ed è profondamente diverso dai precedenti per lo stile (definito dalla rivista Altpress come "crudo", "selvaggio" e "straziante per l'anima") e per il fatto di essere stato registrato su nastro e non secondo le più moderne tecniche di produzione; è fortemente introspettivo ed è dedicato ad un amico di infanzia di Bert, Tregen Lewis, che è morto suicida per depressione sparandosi nel Provo Canyon.
Seguirà un tour e la pubblicazione di un EP live realizzato negli studi Maida Vale della BBC, che consiste nella registrazione integrale della session tenuta il 9 settembre 2018 per il programma radiofonico "Radio 1's Rock Show with Daniel P Carter".

### 2019-2021:Heartwork
Dopo aver pubblicato "Blow me", primo singolo di un nuovo album di inediti dai suoni che ricalcano, secondo quanto dichiarato dalla stessa band, quelli dei primi album, viene annunciato un nuovo mini tour promozionale nell'America del Nord, caratterizzato dalla scelta di location piccole per rendere l'atmosfera più intima e per ricordare gli esordi della stessa band; le setlist scelte sono in parte diverse da serata a serata e presentano anche l'esecuzione di canzoni mai eseguite dal vivo (Hurt No One, The Ocean of The Sky ed ovviamente Blow Me) oppure che non venivano scelte da tempo per i loro concerti (tra cui: Just a little, Wake the dead e Sick Hearts). Il 7 febbraio 2020 viene pubblicato "Paradise Lost, a poem by John Milton", che verrà rapidamente inserita nelle scalette del loro North America Tour. Entrambi i singoli faranno parte del nuovo album Heartwork, in uscita il 24 aprile 2020. Il disco consta di 16 brani che si presentano eterogenei a livello di stile musicale oscillando tra alternative rock e pop e contiene featuring con numerosi artisti: Jason Aalon Butler dei Fever 333, Caleb Shomo dei Beartooth e Mark Hoppus e Travis Barker dei Blink-182.
Il tour successivo, ovvero lo UK+EU tour 2020, previsto nei mesi di maggio e giugno, venne interamente cancellato il 25 febbraio, a causa di «un'opportunità che la band non poteva assolutamente rifiutare».
Nel mese di marzo, la band decide di non spostare la data di uscita dell'album, nonostante l'effetto nefasto del virus COVID-19 sull'economia (mercato musicale compreso). Per intrattenere i fan a casa, decidono di indire un contest creativo il cui premio consiste in merchandising in edizione limitata: creare carte dei tarocchi (simbolo di Heartwork) usando un template predefinito; le migliori carte, inoltre, sono state mostrate in dei video musicali della band. A partire dalla settimana precedente la pubblicazione dell'album, vengono pubblicate, a distanza ravvicinata tra loro, alcune tracce in anteprima tramite varie testate online specializzate: Cathedral Bell (terzo singolo ufficiale) ascoltabile su Nylon Magazine; Obvious Blasé su NME; Gravity’s Rainbow su MoreCore.de, Bloody Nose su High Times, The Lighthouse su Recording Academy (GRAMMY), Big, Wanna Be su Spin e The Lottery su Kerrang!.
Il 26 marzo 2021 Rock Sound pubblica un medley di alcune canzoni dei Rage against the Machine, intitolato "All Hell Can't Stop Us Now" realizzato da alcuni membri dei The Used e dei Sum 41.

### 2022-2023:Toxic Positivity
Nel 2022 il gruppo collabora con Blackbear: il 5 agosto esce il singolo Toxic energy, presentato successivamente, insieme a Travis Barker, al The Late Late Show with James Corden.
Il 21 ottobre viene pubblicato un nuovo singolo: Fuck You, seguito da People Are Vomit il 17 febbraio 2023. Entrambi i singoli, però, non saranno inclusi nel loro nono disco Toxic Positivity, uscito il 19 maggio 2023 ed anticipato da "Numb" e "Giving Up".

### 2024-presente:Medz
A maggio 2024, il gruppo pubblica il nuovo singolo "Medz", title track di un album di b-side, in uscita il 21 giugno. La tracklist di "Medz" viene svelata indirettamente tramite una maglietta venduta sul loro sito ufficiale, che contiene nella parte posteriore i nomi delle 10 tracce, due delle quali sono "Fuck you" e "People are vomit", canzoni escluse dal precedente album e già precedente pubblicate come singoli.

## Formazione

### Formazione attuale
- Bert McCracken – voce, piano (2001-presente)
- Joey Bradford – chitarra, cori (2013-presente)
- Jeph Howard – basso, cori (2001-presente)
- Dan Whitesides – batteria (2007-presente)

### Ex componenti
- Branden Steineckert – batteria, voce secondaria (2001-2006)
- Quinn Allman – chitarra, cori (2001-2012)

## Discografia

### Album in studio
- 2002 – The Used
- 2004 – In Love and Death
- 2007 – Lies for the Liars
- 2009 – Artwork
- 2012 – Vulnerable
- 2014 – Imaginary Enemy
- 2017 – The Canyon
- 2020 – Heartwork
- 2023 – Toxic Positivity

### Raccolte
- 2003 – Maybe Memories
- 2008 – Shallow Believer

### Album ed EP dal vivo
- 2007 – Berth
- 2012 – Rdio Presents Vulnerable Release Show
- 2016 – Live and Acoustic at the Palace
- 2019 – The Used Live From Maida Vale

### EP
- 2010 – Untitled EP
- 2013 – The Ocean of the Sky

### Demo
- 2001 – Demos From The Basament

### Singoli
| Anno | Singolo                                    | Album di provenienza       | Note                                                         |  |
| ---- | ------------------------------------------ | -------------------------- | ------------------------------------------------------------ |  |
| 2002 | A Box Full of Sharp Objects                | The Used                   | singolo promozionale                                         |  |
| 2002 | The Taste of Ink                           | The Used                   |                                                              |  |
| 2002 | Alone This Holiday                         | Maybe Memories             | singolo promozionale, registrato per il KROQ Christmas album |  |
| 2002 | Bulimic                                    | The Used                   | singolo promozionale                                         |  |
| 2003 | Buried Myself Alive                        | The Used                   |                                                              |  |
| 2003 | Blue and Yellow                            | The Used                   | singolo promozionale negli USA                               |  |
| 2004 | Take It Away                               | In Love and Death          |                                                              |  |
| 2004 | All That I've Got                          | In Love and Death          |                                                              |  |
| 2005 | I Caught Fire                              | In Love and Death          |                                                              |  |
| 2005 | Under Pressure (feat. My Chemical Romance) | In Love and Death (deluxe) | pubblicata per Music for Relief                              |  |
| 2007 | The Bird and the Worm                      | Lies for the Liars         |                                                              |  |
| 2007 | Liar Liar (Burn in Hell)                   | Lies for the Liars         | singolo promozionale                                         |  |
| 2007 | Pretty Handsome Awkward                    | Lies for the Liars         |                                                              |  |
| 2007 | Paralyzed                                  | Lies for the Liars         |                                                              |  |
| 2009 | Blood in My Hands                          | Artwork                    |                                                              |  |
| 2009 | Born to Quit                               | Artwork                    |                                                              |  |
| 2009 | Something Safe                             |                            | singolo promozionale                                         |  |
| 2010 | Untitled                                   |                            | doppio singolo promozionale                                  |  |
| 2012 | I Come Alive                               | Vulnerable                 |                                                              |  |
| 2012 | Hands and Faces                            | Vulnerable                 |                                                              |  |
| 2012 | Put Me Out                                 | Vulnerable                 |                                                              |  |
| 2014 | Cry                                        | Imaginary Enemy            |                                                              |  |
| 2014 | Revolution                                 | Imaginary Enemy            |                                                              |  |
| 2017 | Over and Over Again                        | The Canyon                 |                                                              |  |
| 2017 | Rise Up Lights                             | The Canyon                 | singolo promozionale                                         |  |
| 2017 | The Nexus                                  | The Canyon                 | singolo promozionale                                         |  |
| 2019 | Blow me                                    | Heartwork                  |                                                              |  |
| 2020 | Paradise Lost, a poem by John Milton       | Heartwork                  |                                                              |  |
| 2020 | Cathedral Bell                             | Heartwork                  |                                                              |  |
| 2022 | Fuck You                                   | —                          |                                                              |  |

### Apparizioni in compilation
- 2002 – Warped Tour 2002 Tour Compilation (Maybe Memories)
- 2003 – Warped Tour 2003 Tour Compilation (Just a Little)
- 2005 – Saw II: Original Motion Picture Soundtrack (Sound Effects and Overdramatics)
- 2007 – Warped Tour 2007 Tour Compilation (The Ripper)
- 2007 – Transformers: The Album (Pretty Handsome Awkward)
- 2009 – Transformers: Revenge of the Fallen – The Album (Burning Down the House)